# Recopa Catarinense 2019
In 2019 werd de eerste Recopa Catarinense tussen de kampioen van de staatscompetitie en de Copa Santa Catarina gespeeld. De competitie werd georganiseerd door de FCF. Figueirense werd de winnaar.  

## Deelnemers
| Club        | Stad          | Gekwalificeerd als                   | Deelnames |
| ----------- | ------------- | ------------------------------------ | --------- |
| Figueirense | Florianópolis | Kampioen Campeonato Catarinense 2018 | 1ste      |
| Brusque     | Brusque       | Kampioen Copa Santa Catarina 2018    | 1ste      |

## Recopa
|                   |                    |       |         | |
| 4 juli 2019 19:00 | Figueirense        | 1 – 0 | Brusque | Orlando Scarpellistadion, Florianópolis Toeschouwers: 2078 Scheidsrechter: Fernando Henrique de Medeiros Miranda |
| 4 juli 2019 19:00 | Rafael Marques 63' |       |         | Orlando Scarpellistadion, Florianópolis Toeschouwers: 2078 Scheidsrechter: Fernando Henrique de Medeiros Miranda |

| Figueirense | Brusque |

| Recopa Catarinense de 2019      |
| Florianópolis                   |
| ------------------------------- |
| FIGUEIRENSE Kampioen (1° titel) |